# 송환 (영화)
《송환》은 비전향 장기수를 다룬 김동원 감독의 다큐멘터리 영화이다.
영화는 병보석으로 출소되어 1993년부터 감독과 같은 동네에 살게 된 두 비전향 장기수를 담은 화면으로 시작된다. 감독은 그들의 일상을 보여주면서 장기수들이 수감되었던 청년 시기의 순수함을 노인이 되도록 아직도 가지고 있었다고 말한다.
1972년 7·4 남북 공동 성명 이후 박정희 정권은 대한민국 체제의 우월성을 과시하기 위해 수감 중인 비전향 장기수를 대상으로 폭력과 회유 등으로 강제 전향 공작을 펴게 되었다. 감독은 장기수들이 전향을 하지 않고 남아 있었던 것은 사상 때문만이 아니라 그것이 비인간적인 공작에 대한 유일한 저항이었기 때문이었으며, 강제 전향을 당했던 사람들의 심적인 고통을 보여주며 그런 수단으로 다른 사람의 생각을 바꿀 수는 없다고 말한다. 마찬가지로 북한의 태도도 강경한 미국의 대북 정책을 상대로 한 유일한 저항으로 생각할 수 있지 않겠느냐고 주장한다. 영화에는 촬영의 어려움도 드러나 있다. 비전향 장기수들은 카메라 앞에서 구체적인 얘기를 하려 하지 않았다. 남한에 있는 장기수들의 가족은 촬영을 거부하기도 했고, 장기수들과 연락을 끊고 사는 가족도 있었다. 감독 자신도 국가보안법 위반 혐의로 구속 수사를 받기도 했는데, 시민 단체 등의 항의로 풀려났다.
비전향 장기수들은 시민 단체와 같이 북으로 돌아가기 위한 운동을 해 왔다. 국가정보원과 보수 단체들이 걸림돌이 되었지만, 이는 2000년 6·15 남북 공동선언이 채택되면서 현실이 되었다. 감독과 같은 동네에 살던 장기수는 동네 사람들과 인간적인 작별을 하고 떠났다.

## 출연

### 주연
- 조창손
- 김선명
- 김영식
- 류한욱
- 김석형
- 신인영
- 진태윤
- 안학섭
- 함세환

## 기타
- 조감독: 정창영
- 조감독: 공은주
- 음향: 표용수
- 미술: 이희용
- 효과: 홍수동
- 효과: 이승호

## 수상
- 2003년 서울독립영화제 대상
- 2004년 선댄스 영화제 표현의 자유상

## 같이 보기
- 《선택》 - 같은 사건을 다룬 극영화.